# Snowboard ai I Giochi olimpici giovanili invernali - Halfpipe maschile
La gara dell'halfpipe ragazzi di snowboard ai I Giochi olimpici giovanili invernali di Innsbruck 2012 si è tenuta sulla pista di Kühtai il 14 e 15 gennaio. Hanno preso parte a questa gara 27 atleti in rappresentanza di 18 nazioni.

## Risultato

### Qualificazioni

#### Batteria 1
| Pos. | Pett. | Atleta                     | Nazione       | punteggio 1ª manche | punteggio 2ª manche | Miglior punteggio | Note |
| ---- | ----- | -------------------------- | ------------- | ------------------- | ------------------- | ----------------- | ---- |
| 1    | 8     | Taku Hiraoka               | Giappone      | 91.75               | 95.00               | 95.00             | QF   |
| 2    | 2     | Sebbe De Buck              | Belgio        | 76.75               | 45.50               | 76.75             | QF   |
| 3    | 3     | Nikita Avtaneev            | Russia        | 66.00               | 72.50               | 72.50             | QF   |
| 4    | 4     | Jan Kralj                  | Slovenia      | 65.50               | 69.00               | 69.00             | QS   |
| 5    | 14    | Hamish Bagley              | Nuova Zelanda | 58.50               | 64.75               | 64.75             | QS   |
| 6    | 6     | Yannis Tourki              | Francia       | 62.50               | 39.00               | 62.50             | QS   |
| 7    | 5     | Sean Taylor                | Paesi Bassi   | 34.25               | 60.50               | 60.50             | QS   |
| 8    | 13    | Na Myung-Joo               | Corea del Sud | 54.75               | 37.00               | 54.75             | QS   |
| 9    | 9     | Ivan Kardonov              | Russia        | 54.00               | 54.50               | 54.50             | QS   |
| 10   | 11    | Max Raymer                 | Stati Uniti   | 47.00               | 48.50               | 48.50             |      |
| 11   | 10    | Ondrej Porkert             | Rep. Ceca     | 41.50               | 47.50               | 47.50             |      |
| 12   | 12    | Roland Hörtnagl            | Austria       | 42.25               | 10.75               | 42.25             |      |
| 13   | 7     | Linus Birkendahl           | Germania      | 40.25               | 21.00               | 40.25             |      |
| 14   | 1     | Philipp Wilhelm Kundratitz | Austria       | 31.25               | 18.00               | 31.25             |      |

#### Batteria 2
| Pos. | Pett. | Atleta               | Nazione     | punteggio 1ª manche | punteggio 2ª manche | Miglior punteggio | Note |
| ---- | ----- | -------------------- | ----------- | ------------------- | ------------------- | ----------------- | ---- |
| 1    | 20    | Tim-Kevin Ravnjak    | Slovenia    | 89.25               | 93.00               | 93.00             | QF   |
| 2    | 21    | Ben Ferguson         | Stati Uniti | 88.00               | 33.75               | 88.00             | QF   |
| 3    | 16    | David Hablützel      | Svizzera    | 78.25               | 82.75               | 82.75             | QF   |
| 4    | 26    | Michael Ciccarelli   | Canada      | 53.25               | 78.75               | 78.75             | QS   |
| 5    | 17    | Johannes Höpfl       | Germania    | 67.00               | 21.25               | 67.00             | QS   |
| 6    | 15    | Lucas Baume          | Svizzera    | 31.75               | 62.25               | 62.25             | QS   |
| 7    | 27    | Lewis Courtier-Jones | Regno Unito | 46.75               | 60.00               | 60.00             | QS   |
| 8    | 23    | Kalle Järvilehto     | Finlandia   | 51.25               | 53.75               | 53.75             | QS   |
| 9    | 19    | Victor Habermacher   | Francia     | 52.50               | 29.00               | 52.50             | QS   |
| 10   | 18    | Manex Azula          | Spagna      | 35.00               | 49.00               | 49.00             |      |
| 11   | 24    | Stef van Deursen     | Belgio      | 44.50               | 47.50               | 47.50             |      |
| 12   | 22    | Tuomas Pohjonen      | Finlandia   | 47.25               | 45.00               | 47.25             |      |
| 13   | 25    | Ludvig Billtoft      | Svezia      | 35.50               | 38.00               | 38.00             |      |

### Semifinale
| Pos. | Pett. | Atleta               | Nazione       | punteggio 1ª manche | punteggio 2ª manche | Miglior punteggio | Note |
| ---- | ----- | -------------------- | ------------- | ------------------- | ------------------- | ----------------- | ---- |
| 1    | 26    | Michael Ciccarelli   | Canada        | 84.75               | 77.25               | 84.75             | QF   |
| 2    | 17    | Johannes Höpfl       | Germania      | 80.25               | 21.50               | 80.25             | QF   |
| 3    | 4     | Jan Kralj            | Slovenia      | 76.00               | 67.50               | 76.00             | QF   |
| 4    | 6     | Yannis Tourki        | Francia       | 70.50               | 71.25               | 71.25             | QF   |
| 5    | 14    | Hamish Bagley        | Nuova Zelanda | 40.50               | 68.50               | 68.50             | QF   |
| 6    | 5     | Sean Taylor          | Paesi Bassi   | 47.00               | 67.00               | 67.00             | QF   |
| 7    | 13    | Na Myung-Joo         | Corea del Sud | 65.00               | 45.00               | 65.00             |      |
| 8    | 27    | Lewis Courtier-Jones | Regno Unito   | 59.75               | 41.25               | 59.25             |      |
| 9    | 9     | Ivan Kardonov        | Russia        | 55.25               | 57.50               | 57.50             |      |
| 10   | 23    | Kalle Järvilehto     | Finlandia     | 54.00               | 37.50               | 54.00             |      |
| 11   | 19    | Victor Habermacher   | Francia       | 36.25               | 35.75               | 36.25             |      |
| DNS  | 15    | Lucas Baume          | Svizzera      | DNS                 | DNS                 | DNS               |      |

### Finale
| Pos. | Pett. | Atleta             | Nazione       | punteggio 1ª manche | punteggio 2ª manche | Miglior punteggio |
| ---- | ----- | ------------------ | ------------- | ------------------- | ------------------- | ----------------- |
|      | 21    | Ben Ferguson       | Stati Uniti   | 90.25               | 93.25               | 93.25             |
|      | 20    | Tim-Kevin Ravnjak  | Slovenia      | 59.35               | 86.75               | 86.75             |
|      | 8     | Taku Hiraoka       | Giappone      | 55.75               | 84.25               | 84.25             |
| 4    | 26    | Michael Ciccarelli | Canada        | 74.50               | 84.00               | 84.00             |
| 5    | 16    | David Hablützel    | Svizzera      | 49.00               | 80.25               | 80.25             |
| 6    | 4     | Jan Kralj          | Slovenia      | 68.25               | 75.00               | 75.00             |
| 7    | 3     | Nikita Avtaneev    | Russia        | 74.25               | 70.25               | 74.25             |
| 8    | 17    | Johannes Höpfl     | Germania      | 64.25               | 71.50               | 71.50             |
| 9    | 6     | Yannis Tourki      | Francia       | 63.00               | 57.25               | 63.00             |
| 10   | 14    | Hamish Bagley      | Nuova Zelanda | 57.25               | 46.25               | 57.25             |
| 11   | 5     | Sean Taylor        | Paesi Bassi   | 49.25               | 39.00               | 49.25             |
| 12   | 2     | Sebbe De Buck      | Belgio        | 33.50               | 24.00               | 33.50             |

Legenda:
- Pos. = posizione
- Pett. = pettorale
- QS = qualificato per la semifinale
- QF = qualificato per la finale
- DNS = non partito